# Gare de Capvern
Gare de Capvern vasútállomás Franciaországban, Capvern településen.

## Vasútvonalak
Az állomást az alábbi vasútvonalak érintik:
- Toulouse–Bayonne-vasútvonal

## Kapcsolódó állomások
A vasútállomáshoz az alábbi állomások vannak a legközelebb:
- Gare de Tournay
- Gare de Lannemezan